# マンティコア

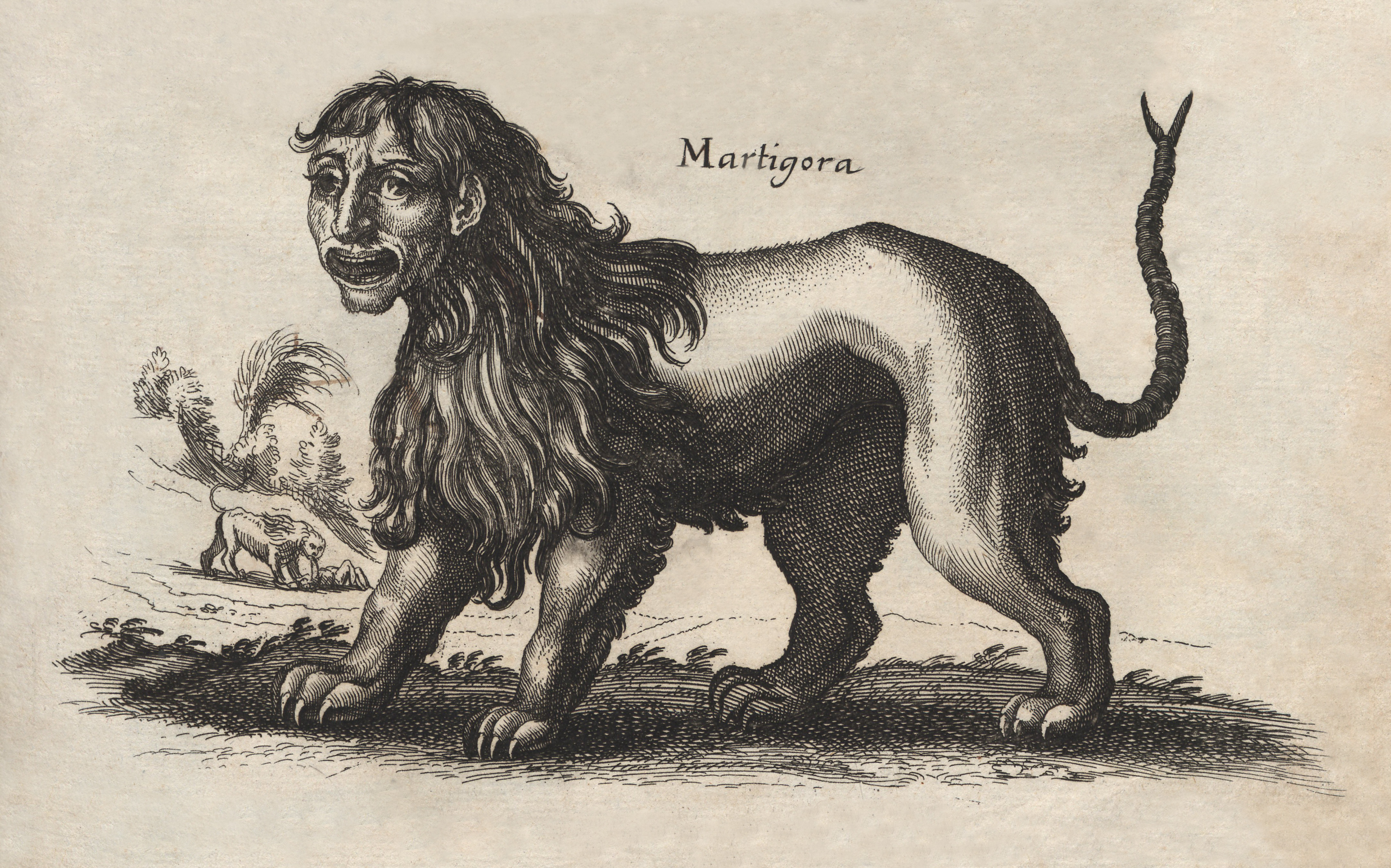
マンティコア。
―ヨハネス・ヨンストン『動物図譜』（1652年ラテン語版）の銅版画。マテウス・メーリアン（刻)

マンティコア（ラテン語: mantichōra）は、伝説の生物の一種。ライオンのような胴と人のような顔をもつ怪物で、怖ろしい人喰い（マンイーター）と伝えられる。
原典ではインド獣とされたが、のちアイティオピア（アフリカ）獣と伝わった。

## 概説
インドにいる人食い虎らしき獣についての伝聞を、人面獣マルティコラス（ペルシア語で「人食い」を意味する）として古代ペルシア帝国の宮廷医師クテシアスがギリシア語で記述し（前4世紀初頭）、プリニウス『博物誌』（紀元77年）がマンティコラと誤記したためヨーロッパに普及し、英名マンティコアに至る。
顔や耳が人間に似て淡青色の眼を持つ、体はライオン大で紅毛、3列に並ぶ鋭い牙を持ち、人間を食らうとされる。蠍（さそり）のような尾をもち毒針がついている、それで相手を刺したり、相手に槍のように発射できるという。走るのが非常に速く、人間を好んで食べるといわれる。
プリニウスはマンティコラが古代アイティオピア（現今エチオピアより広域。サブサハラアフリカ）に生息するとしており、同地域のクロコッタと同じく人語を真似るとした。
マンティコラは、中世盛期にあたる12世紀から13世紀にかけてのヨーロッパで盛んに作られた動物寓意集（ベスティアリ）にも記載され、あるいは色彩画付きで同上の説明を受けた。キリスト教の教義では悪魔を象徴するものとされた。

## 名称
マンティコア（manticore）は英名のカナ表記で、異名マンティコラはラテン語名 manticōraの音写である。
原典では古代ギリシャ語 μαρτιχόρας（martikhórās）であるが、作者クテシアス自身が、これはペルシア語で「人喰う者」を意味する語の音写だとしている。
近代の辞書では原名は「マルティヤ クヴァーラ」（仮カナ表記、古代ペルシア語：𐎶𐎼𐎫𐎹-𐎧𐎺𐎠𐎼 [/martīya-χvāra/]、 「人喰う者」）であったと復元している。現代語では「マルド＝ハル」（仮カナ表記、ペルシア語: مردخوار mard-khar）。
「マルティコラス」とアリストテレスの『動物誌』でも正しくギリシア語で書かれていたが、のちアリストテレスの粗悪な写本に「マンティコラス」と誤記され、プリニウスがラテン語の著作で用いたことで後世に伝わってしまった。
中国語では、「サソリ」を意する「蝎」と「獅子」の「獅」の組み合わせで「蝎獅（拼音: héshī ; 日本語音写例：フゥーシィー）」といい、簡体字では「蝎狮」と記す。

## 図像学

### 装飾写本
中世の動物寓意譚（ベスティアリ）は、数十章にわたる動物について、基本的に画付きで解説する。その掲載の動物の種類や順序は写本によって異なるが、系統分類が試みられている。すべての写本にマンティコア（ラテン語形マンティコラ）の章があるわけではない。
マンティコラは、ラテン語ベスティアリのうち、いわゆる「第一家族」系本の「過渡的」亜系本の数点、「第二家族」系本のおよそ半数、そして「第三」「第四」系本に綿密に受け継がれているという。「第一」「第二」から20点前後の装飾写本にマンティコラの記載があると確認される。
鬣（たてがみ）の深い、長髭のマンティコアがフリギア帽をかぶる図像は多くみられる意匠である（■上段左図⇒）。
大概の画例では、マンティコラは赤か茶色に塗られているが、 画家の裁量で、マンティコラを青色に彩色した例もある（■上段右図⇒）。また頭部が女性で胴が青い例もある（■下段右図⇒）。
多くの例ではサソリ状の尾という細部まで描画せず、ネコ類の長い尻尾が描かれるが。ハーレー3244写本は特殊で、"奇妙に尖った尾"あるいは"尋常でないスパイクが先端に"ついた尾 が描かれている（■下段左図⇒）。しかし付け根から先っぽまで複数の棘で覆われた尻尾も、複数の第2家族系本に描かれる。
三列の歯ならびは、端折られる絵が多いが、第3家族系本では忠実に再現しようとする試みがみられる。
文章等については§動物寓意譚（ベスティアリ）に詳述する。

## ギリシア・ローマ時代
マンティコアについてはクテシアス『インド誌』（4世紀初頭）が初めに記載している。原書は散逸しているが、断片や要約が後世の文献に残されている。
フォティオス（9世紀）が底本に使われるが、同様以上の内容はアイリアノス(3世紀)にも保存される：
（要約）マルティコラは、碧眼で人間の耳をもつ人面獣で、丹（に）のように赤い毛並みの、最大級のライオンに比す大きさの野獣である。三列の歯があり、足や爪はライオンのようである。

サソリのような尾があり、尖端の刺し針は腕尺（キュビット）以上の長さはあった。

他にも二列の刺し針が幾つもついており、各１尺ほどで、尻尾の向きの変えようで後方・前方・側方にも発射することができるが、いずれ生え替わる。射程は１プレトロン（約30メートル）もあった。即死性の毒があり、象のみが耐性を持つ。

ライオン以外のあらゆる獣を制圧できるという。
マルティコラと言う名は、上述したように古代ペルシア語で「人食い」をあらわす、と書かれている。アイリアノスの記述ではさらに、マルティコラは好んで人間を襲い、待ち伏せして、いちどに2，3人を餌食にするという。また、インド人はその仔を捕まえるが、刺し針が発達する前に石で尾を潰して使えなくしてしまうという。

### プリニウスのエチオピア獣
プリニウスがラテン語で著した『博物誌』（77年頃）もマンティコラスについて記しているが、これはアリストテレスの『動物誌』を参照したとき、使用した稿本に「マル-」でなく「マンティコラス」と誤記されていたためといわれる。
プリニウスは、『博物誌』第8巻第30章で、エアレーなど古代アイティオピア（エチオピアだけでなく当時知られていたサブサハラアフリカ地域内すべて）の伝説獣について述べるなかでマンティコラスに触れている。その影響で、インド産のはずのマルティコラスが、後世にはアフリカ産と思われるようになってしまった 。また同巻の第45章でも、クロコッタとマンティコラをアイティオピアの動物とみなしており、クロコッタも人語を真似るが、ユバ2世王の談としてマンティコラも人語の真似をすると述べる。その声は、葦笛（fistula）とトランペットの合奏のようだという。

### 古代の実在派・否定派
クテシアスは、ペルシア王に献上されたインド産のマルティコラスを実見したと述べている。
パウサニアス の旅行記（2世紀）はクテシアスの記述に懐疑的で、しょせん虎のことであろうと見做していた。 また、哲学者ティアナのアポロニウス（15年頃 - 100年頃）も、ほら話であろう、と一蹴した（とピロストラトス著アポロニウス伝は伝えている） 。
しかしプリニウスはとりたてて懐疑姿勢を示さなかった。そしてその後1500年ものあいだは、プリニウスが博物学の権威として奉戴され、これに大きく依存したソリヌス（2世紀）の著書を介するなどして広くヨーロッパに広まった。キリスト教の時代となると、聖書など教典学が、プリニウスやアリストテレス学問にくわわり、ギリシア語で『フュシオロゴス』という教義的動物誌が編まれたが（2世紀頃）、これが原型となって中世のラテン語・各国語の『動物寓意譚（ベスティアリ）』が製作された。そのなかにはマンティコアを掲載したものもある。

## 中世ヨーロッパ

### 動物寓意譚（ベスティアリ）
図像については上述した。添え文の内容は、クテシアスを引いたプリニウスと大差ないが、諸事情を述べる。
最古級の「第二家族」系、最古の「第一家族過渡」系（1185年頃）にマンティコアの記載があるが、該当する 12-13世紀本のほとんどは英国で製作されている

#### 写本とテキスト
第二家族系
マンティコラは、ラテン語ベスティアリの「第二家族」系本の約半数に掲載されるが、実際に参考とした資料は、おそらくソリヌス（2世紀）である。
そのラテン語ベスティアリの第23章「マンティコラ」は、文章的にはプリニウスと大差はなく、内容的には上掲したギリシア原文と大差はない。ソリヌスが概ねプリニウスより複写したため、その「血の色」の比喩が復唱される（ギリシア文の「丹/辰砂のような赤」は廃されている）。
文章は、 マンティコラ"は人肉を求め、活発で、その跳躍はいかに大きな間隙にも、広大な障壁にも足止めをくわない（阻められない）"と、締めくくられている。
底本：
- 大英図書館蔵アディショナル（英語版）11283写本 （1175–1180年代頃）

H 書
ベスティアリの文言と一致する、祖本の可能性がある文献は、じつはソリヌス第52章第35節以外にも、H書第3巻第8章が提示されている。H書とはすなわち疑ユーグ・ド・サン・ヴィクトール作『 動物（その他）について De bestiis et aliis rebus』（12世紀?）の第三巻第八章である。ただこの文献は"問題あり"の捺印を推されている。
第一家族過渡系
マンティコラの記述は第一家族過渡系のラテン語ベスティアリの最古写本（1185年頃）にも所載される。
最古本：
- モルガン図書館蔵M.81写本《ワークショップ・ベスティアリ》（1185年頃）[46]

第三家族系
また、第三家族系以降には定番となっており、文書にあるサソリの尾の棘まで絵画的に表現しようとする試みがみられる。

#### 他の合成獣との混同
概述したように、リュークロコッタ（リュークロッタ）、マンティコラ、パランドルスら三種の交配獣（合成獣）やエアレーも含むアイティオピアの幻獣は一連の文章、または連続章としてソリヌスの著作物やH書、およびベスティアリに掲載された
そして、獣名の欠損や読み飛ばしによって幻獣の混同が、フランスで制作されたベスティアリで起きている（後述）。

#### フランスでの誤記・欠落
フランスの中世動物寓意集（）は、ピエール・ド・ボーヴェ『動物誌』の邦題で知られるが 、全71章の長編版と、38–39章からなる短縮版とが存在する。その長編版の第44章には、サンティコール（centicore, santicora. 異形 ceucrocata）という奇獣が代わりに登場し、その中身は通常のマンティコアでなく、素材本の前後章に書かれた幻獣の合成となっている。
すなわち、その名は前章のレウクロッタ leucrotta と頭とマンティコアの尻を誤ってくっつけたものと説明される。さらには後章の「エアレー」の獣名も読み飛ばしたため、その説明をくっつけてしまい、「サンティコール」がフランスで「エアレ―」の異名という結果になってしまった。
マンティコア（仏読みマンティコール）、レウクロッタ（フランス語: lucrote）のいずれとも、フィリップ・ド・タン作の『動物誌』韻文の動物寓意譚（1130年以前）には欠けている。

### 騎士道物語
中世ロマンス（騎士道物語）では、中英語の脚韻詩『キング・アリサンダー』（1300年頃）に"manticores"が登場する。

## 近世ヨーロッパの博物学
マンティコアのみならず、ユニコーンなどの架空動物も、実在する動物とないまぜになって近世ヨーロッパの自然史（博物学）の書物に掲載されている。

### プラッター編ゲスナー収集画アルバム

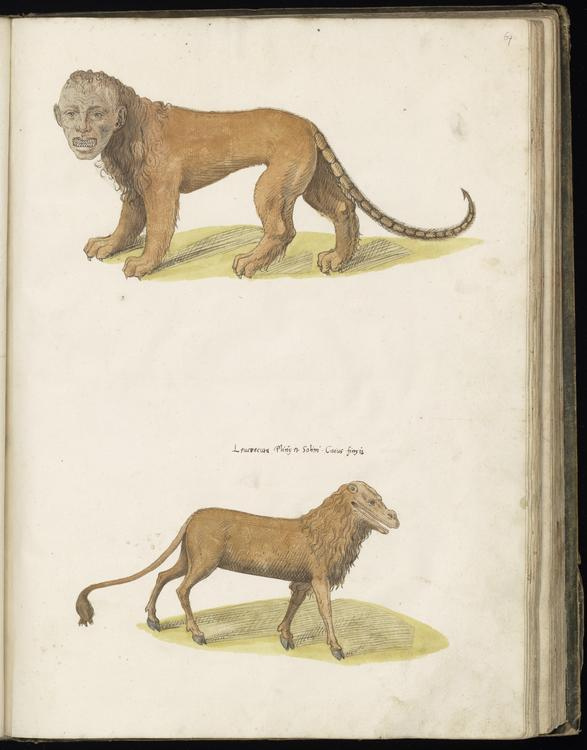
マンティコア（上）とリュークロコッタ（下）。

マンティコアとおぼしき画（■⇐左図）は、コンラート・ゲスナー旧蔵原画コレクション、フェリクス・プラッター（1536年–1614年）編纂・注釈の「アルバム」集に掲載される。ただし添え文は空白で、なんの名称も明記されない。
コレクションの絵の多くはゲスナー著『動物誌』（1558年）の木版画におこされたが、この絵は活版本には掲載されなかったようである。
「アルバム」では人面獅子（マンティコア）が、エチオピアやインドにいるとされるハイエナ面の偶蹄目と獅子の交配獣リュークロコッタ（レウクロコッタ。上述）と同じ一葉に掲載されている（■⇐左図）。参考までに、ヨンストンの図譜（後述）も、この二獣の図を同じ「獅子の章」の同頁に掲載する。またトプセルにいたってはマンティコアとリュークロコッタの二獣を同一とみなして混合した。

### トプセル『四足獣誌』
イングランドの牧師エドワード・トプセル著『四足獣誌』（原題：The History of Four-footed Beasts、1607年刊）にマンティコアの記載がある。■右図⇒）。

トプセルはクテシアスを引いているので上述と内容はかぶるが、次の様に説明する：
マンティコラについて。

その動物というか怪物は、..かつてインド人により飼育がおこなわれていた。三列の歯が上下[のあご]についており、大きさ、獰猛さ、四肢はライオンのごとく、顔と耳は人間のようで、目は灰色、[毛]色は赤。地の蠍（さそり）のような尾は[毒]針をもち、鋭く尖った棘を前方に放つ。声は小さなラッパか笛の様で、敏捷さは牡鹿のごとし。その野生さは、とうてい飼い慣らせぬほどである。特に人肉に食欲をそそらせる。胴体はライオンのようで、跳ぶ走るに適し、[堀など]距離や幅が離れても阻むことはかなわない。

：

私見ではアヴィセンナが「マリオン Marion」または「マリコモリオン Maricomorion」と称した種と同一と按ずる。（中略）[また、マンティコラ]はリュークロコッタという、野生ロバ大で、牡鹿のような四肢と蹄、ムジナ/アナグマ似の女性のような頭部と顔をもつ獣と同じである（後略）。
インドには他にも危険な野獣は多々いるが、「人食い Andropophagi」の名を冠したものはこの「マンティコラ」しかいないとし、さらには「マルティオラ Martiora」がペルシア語で「人食い」を意味する名だと述べている。

### ヨンストン動物図譜
スコットランド出身のポーランド人博物学者であるヨハネス・ヨンストン著、いわゆる『ヨンストン図譜』（ラテン語原書 1650年初版以下重版、オランダ訳 1660年、英訳 1678年）に、獅子の図と並んでマンティコア（"Martigora"）の図が掲載される（■冒頭図⇑・■図⇒）。

## 紋章学
マンティコアや、別名だがそれと近い意匠の獣紋（マンタイガー）は、西洋の紋章学でも中世盛期の頃より使われてきた。
マンタイガー（mantyger）は、単にマンティコア等の異名であるとオックスフォード英語辞典に記載されるが、17世紀の紋章学の蒐集家ランドル・ホーム3世（1627–1700年）は、マンティコアとマンタイガーとを一応、区別している。マンティコアの説明はトプセルの流用に近いが、マンタイガーは"人間の顔と耳、虎の体、ガチョウか竜の足である；が、他方では虎の足がそなわるとされる"としており、有角と無角の例があるとしている。
マンティコアがイギリスの紋章で使われたのは1470年頃、初代ウィリアム・ヘイスティングス男爵を筆頭とする。
マンタイガーの紋章は、初代フィッツウォルター男爵ロバート・ラドクリフやアンソニー・バビントンが使用している。 ラドフォード氏の家紋は「銀色（アージェント）マンタイガー3頭（3 mantygers argent）であったと1600年頃の記録に見える。紋章学においては、マンティコアでなくマンタイガー（mantyger、17–18世紀；mantiger19世紀）と呼び慣わされるのが普通になったようである。
マンティコア/マンタイガーの紋章の足については上述したように多種類があり、猛禽の足が通常だが竜足の場合もあるとも説明される。
ところがラドクリフ氏の紋では人間の足にみえるとされており、ヘンリー8世に従軍したジョン・ラドクリフの紋は"Babyon"（バブーン、ヒヒ）であったと記録されている。バビントンの紋章も、その姓名の語呂合わせで"Babyon（バブーン、ヒヒ）"の紋章としたのではないか、と推察されており、こちらの"猿っぽい足"であると視認される
。
マンティコア/マンタイガーの紋章意匠に類人猿の「ヒヒ」の要素が混ざっていることとおそらく関連するが、1704年を初出として「マンテガー mantegar」という「ヒヒの類」をさす言葉も登場した。これは一説では「マンティコア」の転訛による言葉である。
紋章学のマンティコア/マンタイガーは、老人の顔に、螺旋形の角が生えていることが多いともされる。ただこれはラドクリフ氏の紋には明らかでなく、そこでは紫色のマンティコアが、黄色いキャップ帽（"尊厳のキャップ帽 cap of dignity"）をかぶっていると説明されている。

## 西洋美術
- 15世紀半ば - ドイツ騎士団領時代のポーランド西ポンメルン地方（西ポメラニア、現・西ポモージェ）の村（現・ドラフスコ・ポモルスキエ村）でカトリック教会堂が建設され、赤煉瓦の壁にマンティコアの像が刻まれる（現存）（§ギャラリーに画像と詳説あり）。

- 1589年 - ドイツの画家アントン・アイゼンホイト（英語版）が銅版画 "Haeresis Dea" を発表。ここでのマンティコアは異端の女神の足元にはべっている（§ギャラリーに画像と詳説あり）。

## 大衆文化
- 1971年 - イングランドのロック・グループであるエマーソン・レイク・アンド・パーマー（ELP）が、怪獣タルカスの物語を描いた組曲「タルカス」でマンティコアをタルカスの対戦相手として登場させた。アルバム『タルカス』の見開きジャケットに掲載された絵物語にはマンティコアが大きく取り上げられた。
- 1973年 - ELPが「マンティコア・レコード」を設立し、マンティコアのシルエットをロゴタイプに使用した。
- 1974年 - 世界初のロールプレイングゲーム (RPG) であるテーブルトークRPG『ダンジョンズ&ドラゴンズ』(D&D) が発売される。これ以降、伝説上の怪物や精霊などはファンタジーワールドのキャラクターとして一般知名度を高めるようになる。マンティコアも例外ではない。また、この作品以降、ファンタジーワールドのキャラクターとしてのマンティコアに限っては、蝙蝠（こうもり）様の皮膜状の翼を具えたものが増え始め、やがてそれはこの分野に限っては主流となっていった。

### エマーソン・レイク・アンド・パーマー
エマーソン・レイク・アンド・パーマー（ELP）は、1971年に発表したセカンド・アルバム『タルカス』のテーマである組曲「タルカス」で、同作のために創作された怪物タルカスの物語を描いた。アルバム・アートワークとして、表ジャケットには伝説に無いクリーチャーであるアルマジロ型の怪物タルカスが描かれた。そしてディスクジャケット内側のゲートフォード（観音開き）部分には、物語をビジュアル化したパネル作品が掲載され、タルカスと闘うマンティコアが登場する。
火山の噴火で卵から孵ったタルカスは、自分と同じように大砲やミサイルを持つ翼竜やバッタの怪物を撃破した後、行く手にラストボスとして立ち塞がったマンティコアと闘う。そしてマンティコアの蠍の尾の棘で眼を刺され、血を流しながら海に去って行った。勝敗の行方やマンティコアの生死は不明である。
グラフィックデザインを担当したのは、ELPのアートワークを一手に手掛けていたウィリアム・ニールである。彼が描いたマンティコアは「人面ライオン」というよりは「バタ臭い男の顔を持つ狒々（ひひ）」といった風情の顔付きや体付きをしており、どことなくコミカルな姿形にリアルな蠍の尾が付いている。一方、ブラッシュアップされたイラストレーションなどには、打って変わって格好良い怪物として描かれているものもある。
1973年、ELPはレコードレーベルを設立して名称を「マンティコア・レコード」とし、ロゴタイプにはマンティコアのシルエットを採用した。また1993年に発売された代表曲集の一つであるCDボックスセット『リターン・オブ・ザ・マンティコア』には、レーベルのほうではあるが、「マンティコア」の名が含まれている。

### D&D等
世界初のロールプレイングゲーム (RPG) であるテーブルトークRPG『ダンジョンズ&ドラゴンズ』(D&D)には、 初版（1974年）からマンティコアが怪物として登場していた（■右に模写画像あり⇒）。
のちのウォーハンマー（1983年）や、世界初のトレカゲーム『マジック:ザ・ギャザリング』（1993年）の仕様にもマンティコアは組まれている。
これらファンタジー・ゲームではマンティコアが有翼に描写されることがしばしばである。
D&D 第5版 に登場するマンティコアは"おぼろげにヒューマノイド系な頭部、ライオンの胴体にドラゴンの翼"を持ち、剛毛まじりのたてがみが、背中をつたって続いている、という設定になっている。スパイク付きの尻尾もある。ゲーム公式の付帯資料にはその原色挿絵が掲載されている。そのドラゴンゆずりの翼は、蝙蝠（こうもり）が持つような皮膜状の大きな翼に描かれているが、かつてD&D 第2版のモンスター資料では、"蝙蝠のような翼"と記載されていた。

### Manticore Games Inc.

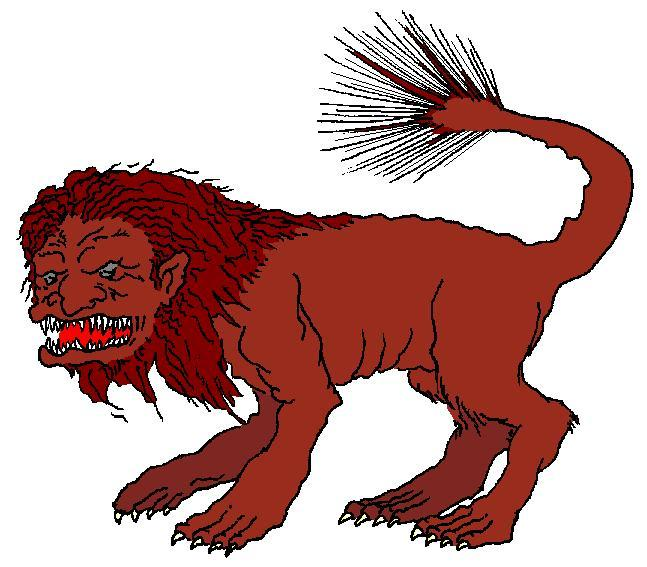
2000年代のイラストレーターが描いたマンティコア / トプセルの書やヨンストンの書などの古典の造形を踏襲したイメージの一例。

Manticore Games Inc.（マンティコア・ゲームス株式会社）はコンピューターゲームの開発企業。企業ロゴタイプもマンティコアを図案化したもので、雄ライオンの横顔を中核に周辺で円を描く蠍の尾がライオンの眼前まで回り込んでいるデザインになっている。

## ギャラリー

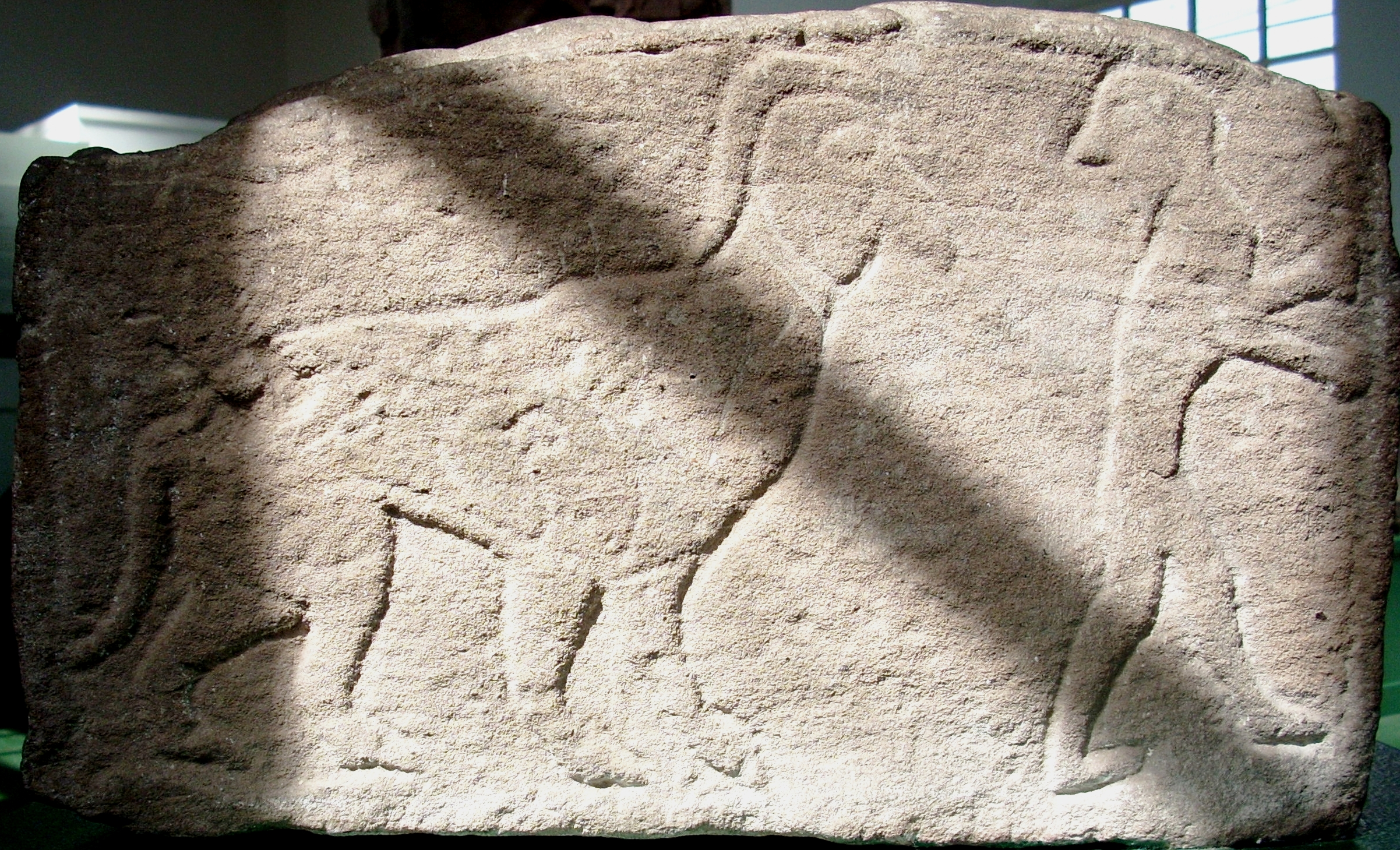
1
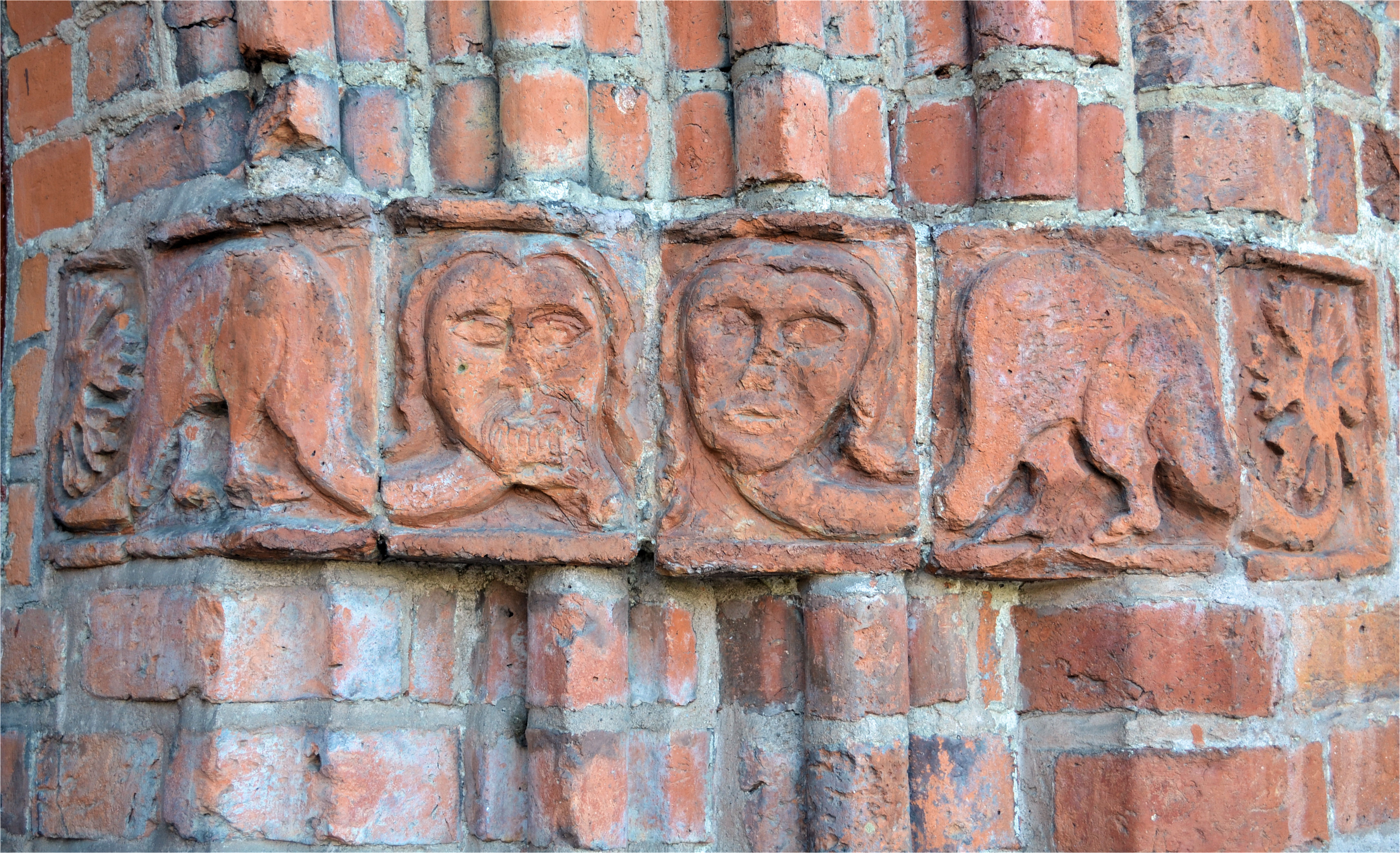
2
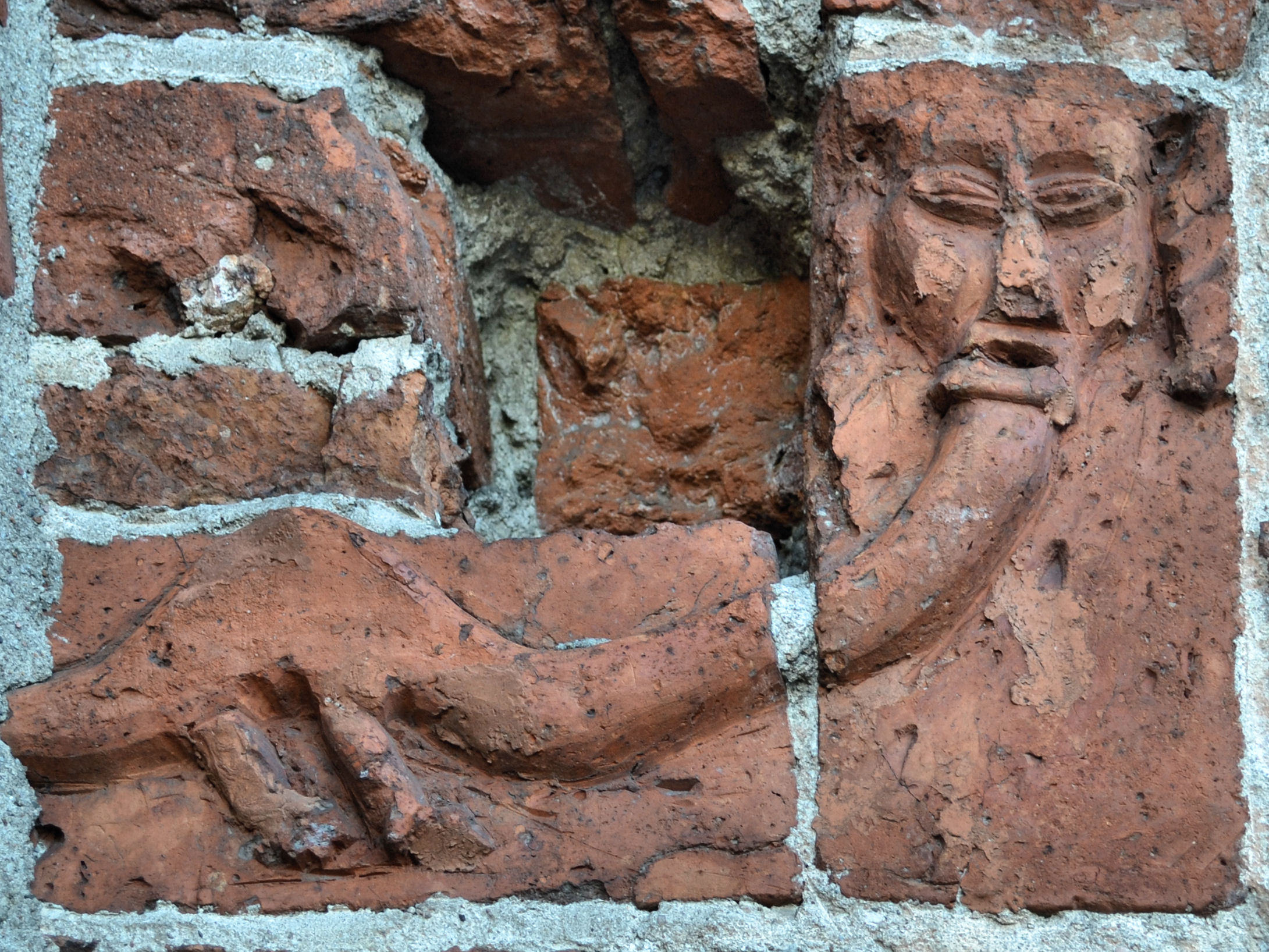
3
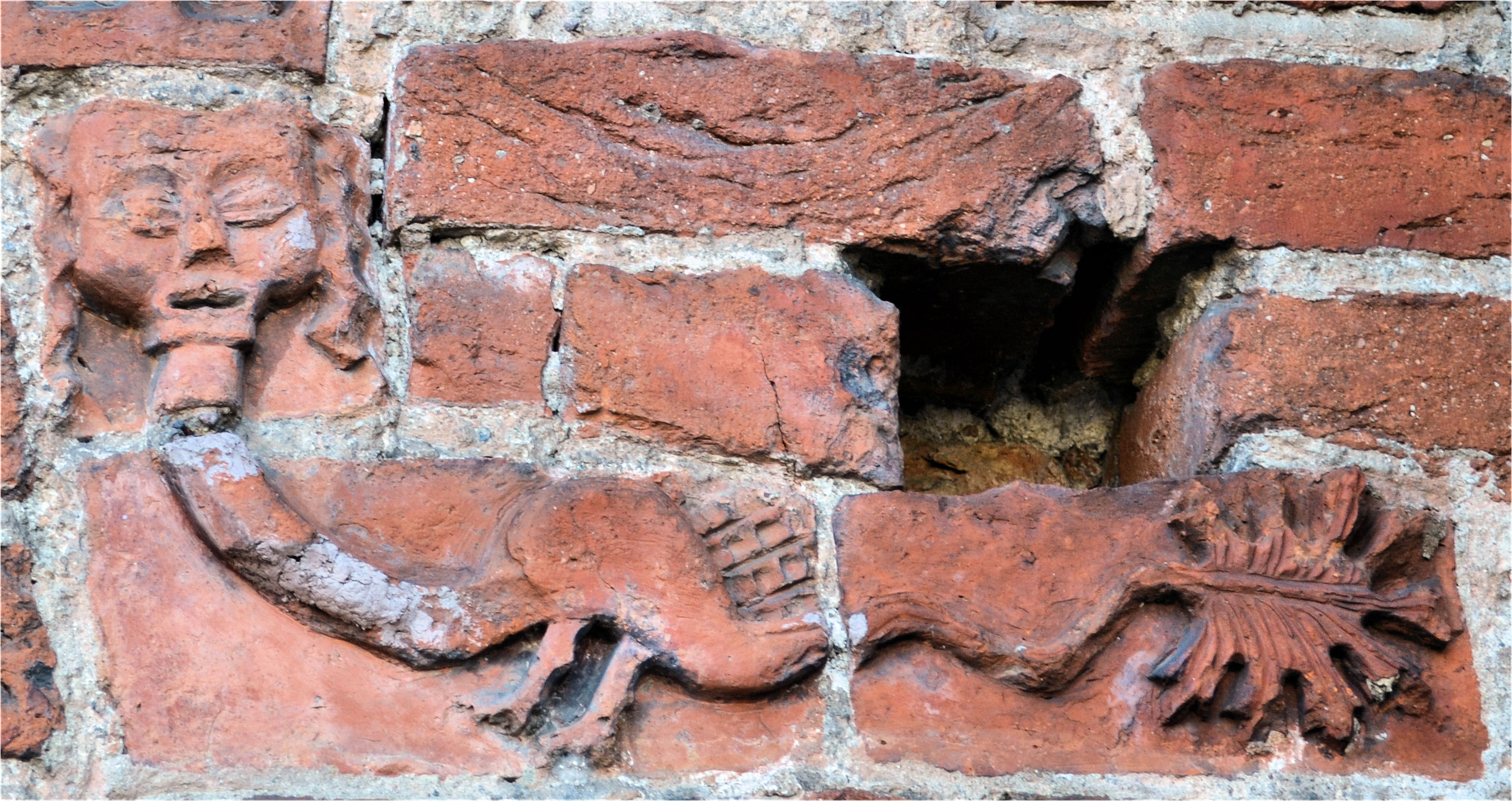
4
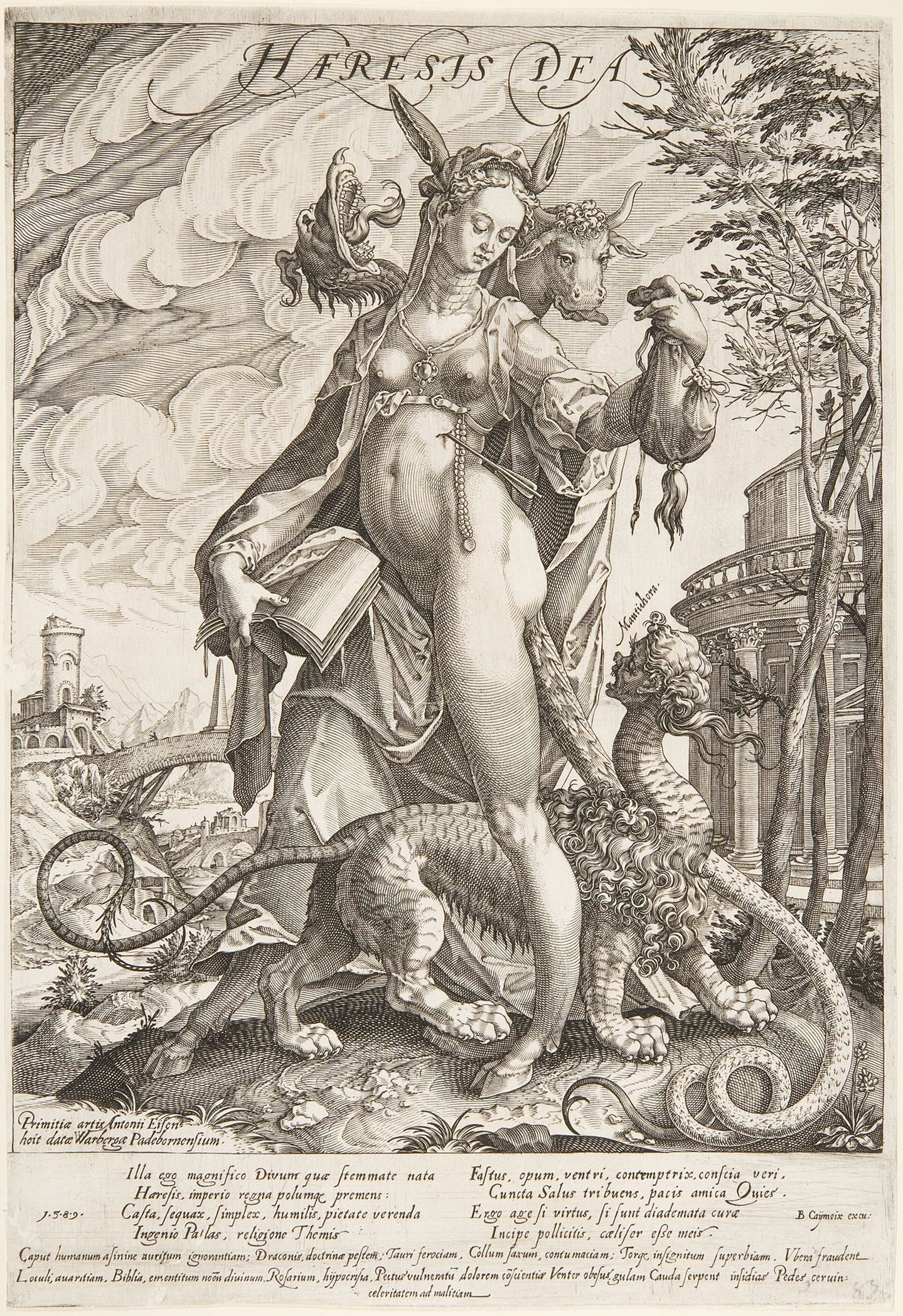
5

1. ポーランド北西部は西ポモージェ地方にある町ドラフスコ・ポモルスキエ（英語版）のカトリック教会堂 (pl) に見られる、雌雄一対のマンティコアの壁面彫刻
教会堂はドイツ騎士団領時代の後期ゴシック様式で建てられており、施設の古い部分は14世紀半ばから15世紀半ばにかけての建築物をよく遺している。ここに挙げた壁面彫刻群は15世紀半ばのもので、赤煉瓦を材にした彫りの浅いレリーフである。長い首と蠍の尾をもつ雄（左）と雌（右）のマンティコアが向かい合って仲睦まじくしており、雄は髭づらであるが、雌には髭が無い。
2. 同じ教会堂の別のマンティコア
首がきわめて長く、性別は不明。首が長いのは描画面の都合かも知れないが、とにかくここのマンティコアは4頭すべてが蛇のように長い首を持っている。見た目には首の長い恐竜の一グループである竜脚類のようなフォルムをしている。
3. 同じ教会堂のまた別のマンティコア
髪を三つ編みのツインテールにしている雌で、首も尾もとにかく長く、しかもこの1頭に限っては蛇のようにのたうっている。脚はなぜか2本しか描かれておらず、そのために鳥の怪物のように見えてしまう。

5. ヴァールブルクのドイツ人画家で金銀細工師でもあるアントン・アイゼンホイトの銅版画 "Haeresis Dea"
1589年の作。技法はエングレービング。アントン・ウルリッヒ公爵美術館所蔵。マンティコアは異端の女神の足元にはべっている。